# 미켈레 카니니
미켈레 카니니(이탈리아어: Michele Canini, 1985년 6월 5일 ~ )는 이탈리아의 전 축구 선수이다.

## 클럽 경력

### 칼리아리와 초창기
세리에 C1 팀 삼베네데테세에서 임대를 마친 뒤, 그의 첫번째 소속팀이던 아탈란타는 57만 유로(시모네 로리아가 공개되지 않은 금액으로 아탈란타로 이적한 것도 포함)에 그를 공동소유권 계약으로 칼리아리 칼초에게 매각하였다. 그는 추가 금액 150만 유로에 2006년 6월 칼리아리로 영구 이적을 했고 2011–12 시즌까지 176 경기를 뛰며 7년간 있었다.

### 제노아
2012년 7월 12일, 카니니는 이적료 290만 유로에 4년간 계약을 맺고 제노아에 입단했다.

### 아탈란타 복귀
그는 토마스 만프레디니의 이적료 125만 유로의 일부로써, 2013년 1월 9일에 4년 계약 중 절반을 공동 소유 조건으로 100만 유로에 옛 소속팀 아탈란타로 복귀했다. 2013년 6월에 카니니의 공동 소유권이 갱신됐다.

### 키에보 (임대)
2014년 1월 27일, 그는 키에보와 임시 계약을 맺었다. 2014년 6월, 아탈란타는 제노아에게 카니니의 완전한 소유권을 획득했다.

### FC 도쿄 (임대)
2014년 7월 27일, 그는 J1 리그 팀 FC 도쿄와 임시 계약을 맺었다. 카니니는 2015년 6월 24일 일본 무대를 떠났다.

### 아스콜리 (임대)
2015년 9월 18일, 카니니는 아스콜리와 계약했다.

### 파르마 (임대)
2016년 8월 12일, 카니니는 레가 프로로 승격한 파르마와 임시 계약을 맺었다.

### 크레모네세 (임대)
2017년 1월 31일, 카니니는 시즌 절반만을 뛰는 임시 계약을 맺고 크레모네세로 떠났다.

## 국가대표팀 경력
카니니는 2005년 FIFA 세계 청소년 축구 선수권 대회, 그리고 2006년과 2007년 UEFA U-21 축구 선수권 대회에서 이탈리아 유소년 대표팀에서 뛰었다.